# Rodolfo Carvajal
Rodolfo Carvajal (8 febbraio 1952) è un ex calciatore venezuelano, di ruolo attaccante.

## Caratteristiche tecniche
Giocava come centravanti.

## Carriera

### Club
Iniziò la sua carriera negli anni 1970 con l'Estudiantes di Mérida, nel cui settore giovanile si formò calcisticamente; verso la fine del decennio passò poi all'Universidad de Los Andes, con cui trascorse anche la prima metà degli anni '80. Nel 1985 tornò all'Estudiantes. Nel 1987 disputò la Coppa Libertadores con il club, segnando 2 reti.

### Nazionale
Giocò 7 partite tra il 1979 e il 1983. Nel 1977 aveva partecipato ai Giochi bolivariani; nel 1983 prese parte al torneo calcistico dei IX Giochi panamericani; Nel 1979 giocò 3 partite nella Coppa America di quell'anno, segnando 1 gol. Nella Copa América 1983 fu il centravanti titolare della selezione venezuelana. Nel torneo del 1987 fu convocato, ma non giocò alcun incontro.

## Palmarès

### Club

#### Competizioni nazionali
- Campionato venezuelano: 2

Universidad de Los Andes: 1983
Estudiantes: 1985